# Referéndum constitucional de Santo Tomé y Príncipe de 1990
Un referéndum constitucional se realizó en Santo Tomé y Príncipe el 22 de agosto de 1990. En él se pretendía reformar la constitución de 1975 para convertir al país, hasta entonces un estado socialista bajo el dominio del Movimiento para la Liberación de Santo Tomé y Príncipe, en una democracia multipartidista, además de introducir un límite de dos mandatos para el Presidente de la República. Con una participación del 80% de los votantes, la reforma constitucional fue aprobada con un 90% de los votos.
Elecciones presidenciales y legislativas fueron convocadas en 1991 después de la entrada en vigor de los cambios constitucionales.

## Resultados
| Elección                           | Votos  | %     |
| ---------------------------------- | ------ | ----- |
| A favor                            | 38.100 | 90.00 |
| En contra                          | 1.852  | 4.36  |
| Votos en blanco/anulados           | 2.381  | 5.64  |
| Total                              | 42.333 | 100   |
| Votantes registrados/participación | 52.910 | 80.00 |